# Shangcunzhen (ort i Kina, Shanxi Sheng, lat 39,46, long 113,79)
Shangcunzhen (kinesiska: 上村镇) är en ort i Kina. Den ligger i provinsen Shanxi, i den norra delen av landet, omkring 210 kilometer nordost om provinshuvudstaden Taiyuan. Antalet invånare är 20 742. Befolkningen består av 10 102 kvinnor och 10 640 män. Barn under 15 år utgör 19,0 %, vuxna 15-64 år 74 %, och äldre över 65 år 6,0 %.
Runt Shangcunzhen är det ganska tätbefolkat, med 104 invånare per kvadratkilometer. Shangcunzhen är det största samhället i trakten. Trakten runt Shangcunzhen består i huvudsak av gräsmarker.
Genomsnittlig årsnederbörd är 671 millimeter. Den regnigaste månaden är juli, med i genomsnitt 170 mm nederbörd, och den torraste är januari, med 4 mm nederbörd.